# Elisabeth Freismuth
Elisabeth Freismuth (* 14. Dezember 1955 in Wien) ist eine österreichische Juristin. Von Oktober 2014 bis September 2018 war sie Rektorin der Universität für Musik und darstellende Kunst Graz.

## Leben
Elisabeth Freismuth studierte an der Universität Wien Geschichte, Kunstgeschichte und Rechtswissenschaften, ihr Jus-Studium schloss sie mit der Promotion zur Doktorin ab. Nach einem Gerichtsjahr war sie Assistentin am Institut für österreichische und europäische Rechtsgeschichte der Universität Wien. Ab 1985 war sie an der Hochschule für Musik und darstellende Kunst in Wien stellvertretende Rektoratsdirektorin, ab 1990 Rektoratsdirektorin bzw. ab 1998 Universitätsdirektorin der nunmehrigen Universität. Von 2008 bis 2014 war sie Sektionsleiterin im Bundesministerium für Wissenschaft und Forschung.
Am 9. April 2014 wurde sie vom Universitätsrat für eine vierjährige Funktionsperiode zur Rektorin der Universität für Musik und darstellende Kunst Graz gewählt. Sie übernahm das Amt mit 1. Oktober 2014 vom geschäftsführenden Vizerektor Robert Höldrich, der die Universität ab 2013 interimistisch leitete. In die Amtszeit von Elisabeth Freismuth fiel das 200-Jahre-Jubiläum der Kunstuniversität Graz, die 1816 als Singschule des Musikvereins für Steiermark gegründet wurde. Unter anderem nahm Freismuth dies als Rektorin zum Anlass, die Aufarbeitung der NS-Geschichte des Hauses anzustoßen.
Elisabeth Freismuth lehrte unter anderem am Max-Reinhardt-Seminar, ist Präsidentin des Vereines Freunde der Filmakademie Wien, Mitglied des Beirats des Arnold Schönberg Centers und des wissenschaftlichen Beirats der Universität Siegen sowie Jurymitglied der International Emmy Awards.

## Auszeichnungen
- 2019: Großes Goldenes Ehrenzeichen des Landes Steiermark[11]